# 茅根
茅根（学名：Perotis indica）为禾本科茅根属下的一个种。
种名indica意为印度的。